# Werkbund der Deutschen in der Tschechoslowakei
Der Werkbund der Deutschen in der Tschechoslowakei (WDT) hatte nach dem Vorbild des Deutschen Werkbunds DWB ab 1925 die Veredelung der kunstgewerblichen und industriellen Produkte und die Förderung deren Vermarktung zum Ziel.

## Geschichte
Der Werkbund der Deutschen in der Tschechoslowakei wurde auf Initiative von Ernst Schwedeler-Meyer, dem Direktor des Nordböhmischen Gewerbemuseums, am 25. Mai 1925 in Liberec/Reichenberg, dem wirtschaftlichen Zentrum Nordböhmens, gegründet. Unter dem Vorsitz des Teppichfabrikanten Willy Ginzkey versammelten sich im WDT insgesamt 44 deutsche Einzelpersonen und Verbandsvertreter aus Bildung, Handel und Gewerbe der Tschechoslowakei. Der WDT war das Pendant zum Tschechoslowakischen Werkbund SČSD.
Der Werkbund der Deutschen in der Tschechoslowakei führte Ausstellungen durch. Bei der Teilnahme an der Reichenberger Messe 1927 war die moderne Wohnungseinrichtung zentrales Thema, 1928 zeigte der WDT dort vornehme Stoffe, Kleidungsstücke und Schmuck. Die Zeitschrift des WDT war das von Otto Kletzl mit Unterstützung der Sudetendeutschen Schutzverbände herausgegebene Sudetendeutsche Jahrbuch.
Nach dem Tod von Willy Ginzkey 1934 blieb nicht nur der Posten des WDT-Vorsitzenden ohne Nachfolger, auch geriet Ernst Schwedeler-Meyer wegen seiner kontroversen Haltung zur Ausstellungspolitik nach dem Vorbild des Deutschen Reiches zunehmend unter Druck und quittierte 1936 seinen Dienst.